# Barrio (Puebla del Brollón)
Barrio (llamada oficialmente O Barrio) es una aldea española situada en la parroquia de Saá, del municipio de Puebla del Brollón, en la provincia de Lugo, Galicia.

## Geografía
Está situado a 452 metros de altitud.

## Demografía
| Gráfica de evolución demográfica de Barrio entre 2000 y 2020 |
|                                                              |
| Datos según el nomenclátor publicado por el INE.             |